# Béhen
Béhen (picardisch Béhin) ist eine nordfranzösische Gemeinde mit 508 Einwohnern (Stand 1. Januar 2022) im Département Somme in der Region Hauts-de-France. Die Gemeinde liegt im Arrondissement Abbeville und ist Teil der Communauté de communes du Vimeu und des Kantons Abbeville-2.

## Geographie
Die Gemeinde im Vimeu schließt südlich an Moyenneville an. Durch Béhen verläuft die Autoroute A28 (Autoroute des Estuaires, mit Anschlussstelle). Zur Gemeinde gehören die Ortsteile Boëncourt, Les Croisettes, Les Alleux und Bainast (die letzten drei jenseits der Autoroute). Das Gemeindegebiet liegt im Regionalen Naturpark Baie de Somme Picardie Maritime.

## Einwohner
| 1962 | 1968 | 1975 | 1982 | 1990 | 1999 | 2006 | 2011 |
| ---- | ---- | ---- | ---- | ---- | ---- | ---- | ---- |
| 412  | 436  | 416  | 446  | 413  | 439  | 436  | 466  |

## Sehenswürdigkeiten
- Kirche Saint-Josse, 1926 erstmals als Monument historique eingetragen[1]
- Kirche Saint-Aubin von Boëncourt aus dem 16. Jahrhundert, 1998 als Monument historique eingetragen[2]
- Schloss Manoir des Alleux, 1992 als Monument historique eingetragen[3]
- Kriegerdenkmal

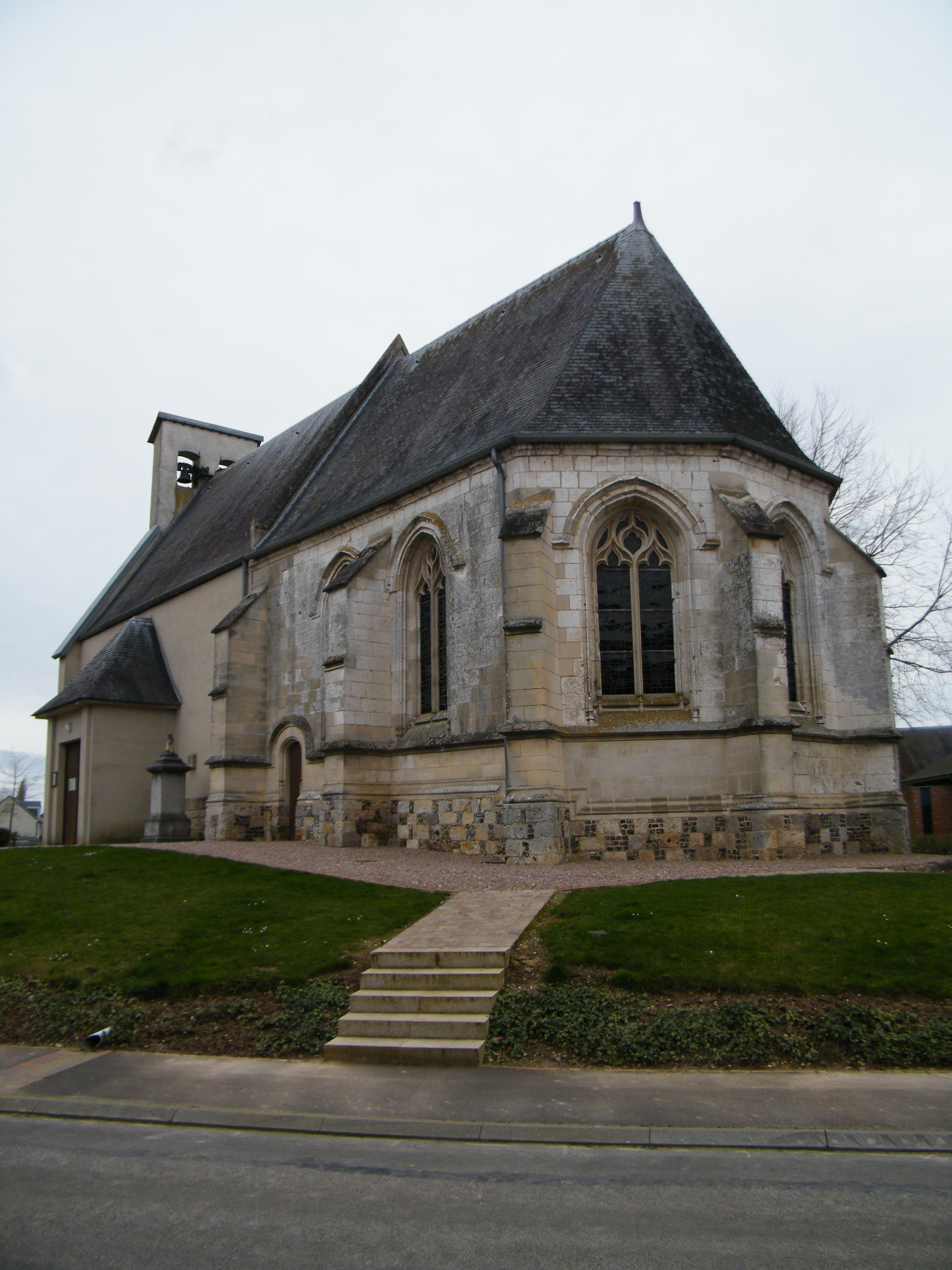
Kirche Saint-Josse
Kriegerdenkmal